# Speak Easily
Speak Easily é um filme de comédia americano pré-Code de 1932, estrelado por Buster Keaton, Jimmy Durante e Thelma Todd, e dirigido por Edward Sedgwick. O estúdio também juntou Keaton e Durante como uma equipe de comédia durante este período em The Passionate Plumber  e What! No Beer? Mais tarde, Keaton usou muitas das piadas físicas que criou para este filme quando escreveu piadas (sem créditos) para A Night At The Opera dos Irmãos Marx.
O filme é de domínio público, pois os direitos autorais não foram renovados.

## Enredo

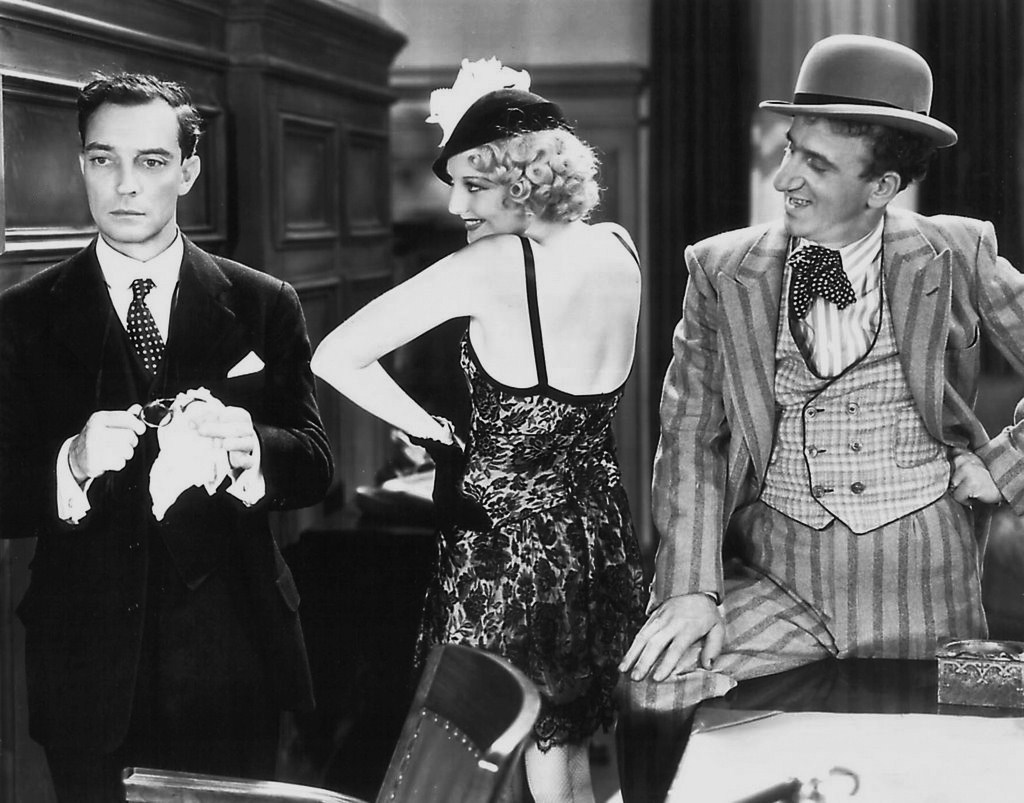
Buster Keaton, Thelma Todd e Jimmy Durante em Speak Easily (1932)

O professor Post é um tímido professor de clássicos do Potts College, que viveu uma vida protegida e tem pouca experiência de vida fora da academia. Sentindo que o professor deveria ver mais do mundo real, seu assistente o faz pensar que herdou $ 750.000, permitindo que o professor deixe a academia e veja o mundo.
Embarcando em um trem com destino à Nova York, o Prof. Post encontra James, o gerente de uma trupe de dança. O professor se apaixona por uma das dançarinas, Pansy Peets, e acidentalmente pousa no Fish's Switch ao tentar aprender o nome dela. Ele assiste a uma apresentação da trupe de dança no teatro local e fica impressionado com a apresentação.
O professor decide financiar a trupe e os leva para se apresentar na Broadway, mas somente depois que James insiste que a atuação seja aprimorada para um padrão mais elevado. As sugestões de Post de usar a inspiração da Grécia Antiga são aceitas, com algumas pequenas alterações, e o show se transforma em uma grandiosa revista musical. Embora Post deseje que Pansy seja a protagonista, o show é rapidamente transformado em um veículo estrela para a atriz mimada Eleanor Espere, que tenta conquistar o professor para assumir o controle total sobre o show e o dinheiro, Pansy tenta alertar o professor sobre a má influência de Eleanor, com resultados mistos.
Na noite da estreia do programa, James descobre que o Prof. Post não tem realmente os $ 750.000 que acredita possuir e tenta mantê-lo longe da produção por medo de estragá-la. O professor tropeça no palco em vários pontos, divertindo o público que pensa fazer parte do ato e garantindo o sucesso do espetáculo. No entanto, suas travessuras fazem com que Eleanor tenha um acesso de raiva, e o Prof. Post finalmente consegue admitir seu amor por Pansy.

## Elenco (na ordem dos créditos)
- Buster Keaton como Professor Post
- Jimmy Durante como James
- Ruth Selwyn como Pansy Peets
- Thelma Todd como Eleanor Espere
- Hedda Hopper como Sra. Peets
- William Pawley como Grifo
- Sidney Toler como Diretor de Palco
- Lawrence Grant como Dr Bolton
- Henry Armetta como Tony
- Edward Brophy como Reno